# A. G. Howard
Anita Grace Howard (nacida Anita Grace Ruggles, en Chelsea, Estados Unidos, un suburbio al norte de Boston, el 9 de junio de 1970), conocida como A. G. Howard, es una autora norteamericana de novelas, dirigidas a un público juvenil adulto, de temática fantástica, revisitando para su audiencia los universos literarios de Alicia en el País de las Maravillas o el Fantasma de la Ópera.

## Biografía
Anita G. Howard es la segunda hija del matrimonio tejano formado por el militar de la Fuerza Aérea norteamericana Archie Ruggles Jr. y la maestra de escuela Ola Faye Strickland Ruggles, habiendo cursando su educación primaria en distintos lugares de Estados Unidos, allá donde su padre fuese destinado. Cuando Anita G. Howard tenía 13 años, su familia regresó a Tejas y se estableció en Amarillo (Texas), donde A. G. Howard ha cursado su educación secundaria obligatoria (Middle School) y Bachillerato (High School).
Con inquietudes literarias desde la adolescencia, A. G. Howard se confiesa influida por la poetisa inglesa (de origen napolitano) Christina Rossetti, y por el autor de ciencia ficción y de cómics de horror Neil Gaiman. Trabajó como bibliotecaria en un instituto de educación secundaria de Amarillo (Texas) durante 8 años, mientras escribía novelas (aún inéditas, como Infinity's Pond), antes de que en 2012 publicara, bajo contrato, su primer libro de la serie Splintered (Astillada). Desde entonces se dedica profesionalmente a la literatura de ficción gótica.
Reside en Amarillo (Texas) con su marido, el técnico de computadoras Vince Howard, y sus dos hijos, Nicole y Ryan.

### SerieSplintered
Viene a ser una actualización del País de las Maravillas, protagonizada por una descendiente de Alicia. Publicada en español como la trilogía Susurros, donde se cuenta la historia de Alyssa Gardner, descendiente de Alicia Liddell que fue la niña que inspiró y ayudó a Lewis Carroll a escribir la tan famosa Alicia en el País de las Maravillas.
- 1.0_ Splintered (2013) [publicada en España como Susurros (2013)]
- 1.5_ The Moth in the Mirror (2013), cuento
- 2.0_ Unhinged (2014) [publicada en España como Delirios (2014)]
- 3.0_ Ensnared (2015) [publicada en España como Engaños (2015)]
- 4.0_ Untamed (2015), colección de tres cuentos: de nuevo The Moth in the Mirror, Six Impossible Things y The Boy in the Web [publicada en España como Salvaje (2016), conteniendo los cuentos cortos: La polilla en el espejo, Seis cosas imposibles y El chico en la telaraña]
- 5.0_ Stain (2019), un cuento de hadas gótico inspirado en La princesa y el guisante, de Hans Christian Andersen. Publicada en España como Silencios (2020), encuadrada en el universo de la serie Susurros
- 0.0_ Alice the Absent (2020), cuento. Precuela/historia seminal a modo de fansevice que explica cómo Morpheus se convirtió en el maestro manipulador de lengua afilada, sombrero y fumador de narguile que maneja todos los hilos de la serie.

### SerieHaunted Hearts Legacy
Una saga romántico-gótica en la Inglaterra victoriana. Publicada en español como la serie Corazones embrujados
- 1.0_ The Architect of Song (2016) [publicada en España como El arquitecto de la canción (2018)]
- 2.0_ The Hummingbird Heart (2017) [publicada en España como El corazón del colibrí (2019)]
- 3.0_ The Glass Butterfly (2018)
- 4.0_ The Artisan of Light (próximamente)

### SerieNocturnus Book
Excursión de la autora en el mundo vampírico decimonónico de la Inglaterra victoriana.
- 1.0_ The Wisdom of Blood (2021)

### Otras obras
- Slasher Girls & Monster Boys (2015), obra colectiva, una antología de cuentos de horror seleccionados por April Genevieve Tucholke. A. G. Howard participa con el cuento Stitches.
- RoseBlood (2017), una nueva versión del Fantasma de la Ópera [publicada en España como Roseblood (2017)].
- Shades of Rust and Ruin (2022), arranque de una nueva y oscura serie de fantasía para jóvenes adultos sobre una niña cuya familia está maldita por Halloween.